# Ершовка (Кировская область)
Ершо́вка — село в Вятскополянском районе Кировской области России. Административный центр Ершовского сельского поселения.

## География
Село находится в южной части Кировской области, в зоне хвойно-широколиственных лесов, в пределах правобережной части долины реки Вятка, на расстоянии приблизительно 4 км (по прямой) к юго-юго-западу (NNW) от города Вятские Поляны, административного центра района. Абсолютная высота — 129 м над уровнем моря.
Климат
Климат характеризуется как континентальный, с умеренно холодной зимой и тёплым летом. Среднегодовая температура — 2,9 °C. Средняя температура воздуха самого холодного месяца (января) составляет −13,8 °C (абсолютный минимум — −48 °С); самого тёплого месяца (июля) — 19,1 °C (абсолютный максимум — 38 °С). Безморозный период длится в течение 126—131 дня. Годовое количество атмосферных осадков — 453—506 мм, из которых 245—275 мм выпадает в период с мая по сентябрь. Снежный покров держится в течение 150 дней.

## Население
| 2010 |
| ---- |
| 455  |

Половой состав
По данным Всероссийской переписи населения 2010 года в гендерной структуре населения мужчины составляли 47 %, женщины — соответственно 53 %.
Национальный состав
Согласно результатам переписи 2002 года, в национальной структуре населения русские составляли 65 % из 535 чел